# Harold Robbins
Harold Robbins (rodným jménem Harold Rubin; 21. května 1916, New York – 14. října 1997, Palm Springs) byl americký spisovatel židovského původu. Jeho dílo bývá řazeno k populární či žánrové literatuře, tvoří ho romance, příběhy o úspěchu, o slavných zločincích apod. Nikdy se nevyhýbal ani erotickým motivům. Je jedním z nejprodávanějších spisovatelů všech dob, jeho 23 bestsellerů se prodalo více než 750 milionů výtisků ve 32 jazycích.

## Život
Jeho rodiče byli vzdělaní židovští emigranti, otec přišel do Ameriky z Ukrajiny, matka z Běloruska. Robbins o svém životopise rád bájil, takže například tvrdil, že je židovský sirotek, který byl vychován v katolickém chlapeckém domově. Nebyla to pravda, vychoval ho vlastní otec lékárník. Zrnko pravdy bylo jen v tom, že ztratil matku krátce po svém narození. Mýtem bylo zřejmě i to, že si kvůli chudobě přivydělával jako dětský prostitut. Robbins opustil střední školu v patnácti letech a přihlásil se k americkému námořnictvu. O této fázi svého života rozšířil také řadu smyšlenek, tvrdil například, že sloužil na ponorce, která byla torpédována, a on jediný z posádky přežil. Ve skutečnosti bylo jasně prokázáno, že ve 30. letech žádná americká ponorka torpédována nebyla.
Robbins po službě u námořnictva pracoval v různých zaměstnáních, dělal poslíčka, bookmakera a pracoval též v hokynářství. V letech 1940 až 1957 byl zaměstnán u filmové společnosti Universal Pictures. Začínal jako úředník, ale vypracoval se do vedoucí pozice. Hollywood a filmový průmysl byl pak častým námětem či kulisou jeho knih (The Dream Merchants, The Carpetbaggers).
V roce 1948 vydal svou první knihu, romantický román Never Love a Stranger. Když byl roku 1958 zfilmován a zároveň byl ve stejném roce zfilmován i jeho třetí román pod názvem King Creole (s Elvisem Presleym v hlavní roli) mohl se začít živit výhradně literaturou. Posléze byla zfilmována či zpracována televizí takřka všechna jeho díla napsaná před rokem 1976.
Za jeho života mu vyšlo 23 knih. Po jeho smrti začaly pod jeho jménem vycházet další. Zpočátku se uvádělo, že je dokončili ghostwriteři na základě Robbinsových poznámek. Později, když proud nových knih neustával, začalo být jasné, že knihy tvoří pod Robbinsovým jménem, patrně se souhlasem dědiců, někdo jiný. Časem byl jako skutečný autor odhalen Junius Podrug. Přesto některé z prvních posmrtných knih někteří zahrnují do Robbinsovy bibliografie.